# 佐藤匠徳
佐藤 匠徳（さとう なるとく、Sato, Narutoku、トーマス・サトー、 Thomas N. Sato、1962年- ）は日本の生物学者。国際的にはトム・サトー（Tom Sato）の通称で呼ばれる。株式会社国際電気通信基礎技術研究所佐藤匠徳特別研究所特別研究所長。独立行政法人科学技術振興機構ERATO佐藤ライブ予測制御プロジェクト研究総括（兼任）。米国コーネル大学教授（兼任）。豪州センテナリー研究所教授（兼任）。Ph.D.。専門は、心臓・血管系の分子生物学、生物システムのゆらぎ緩衝制御学、組織再生工学。

## 経歴概要
筑波大学生物学類で、林正男のもとで、細胞接着分子の研究をし、1985年卒業。米国 ジョージタウン大学大学院・神経生物学専攻に入学する。通常5年間かかるところ、1988年、3年間でPh.D.を取得する。その後、米国 スクリプス研究所でポスドク、ロシュ分子生物学研究所　研究員、ハーバード大学医学部　助教授、テキサス大学サウスウエスタン医科大学　准教授、教授、コーネル大学医学部 Joseph C. Hinsey Professor、と生命科学の名門コースをたどり、2009年、帰国。奈良先端科学技術大学院大学（NAIST）バイオサイエンス研究科 教授に赴任し、2014年7月まで務めた。2014年8月1日から株式会社国際電気通信基礎技術研究所佐藤匠徳特別研究所特別研究所長。2013年10月から2019年3月まで独立行政法人科学技術振興機構ERATO佐藤ライブ予測制御プロジェクト研究総括。

## 研究概要
米国では、癌､心臓病(特に心筋梗塞)､生活習慣病(特に二型糖尿病)の分子メカニズムをマウス､ゼブラフィッシュ､ショウジョウバエの3つのモデル動物を用いて研究を行い、超一流誌の「セル」「ネイチャー」「サイエンス」に多数の論文を発表した。
それらの論文は、高く評価され、分子生物学・遺伝学の分野で、論文が最も引用された研究者1％に入る。2008年8月17日現在、 論文当たりの被引用回数は189回で、全論文の被引用回数は5,670回である。
帰国後の2009年頃から、すべての生命現象を”Stochasticity”という確率論的観点からみなおし、新しい概念を確立しようと、新たな研究を開始した｡
遺伝子が生物のすべてを決めるなどというように、生命現象は、決定論的な制御機構に基づいて成り立っている、というのが現代生物学の基本的な考え方である。ところが、実は､生命を構築するすべての部品は、Stochasticにふるまっている｡極端な言い方をすると、生命現象の基本は「サイコロを振りたまたま出た数により決定される」という「いい加減」でギャンブル的な制御機構により成り立っている｡ このような生命現象の捉え方は70年以上も前からあり､これまでに様々な研究が行われてきた｡この仮説をさらに新しい側面から検証すべく研究を始めた｡ 
このギャンブル的な制御機構によりうまく回っていた細胞･組織機能が、何らかのきっかけで突然歯車が外れた状態(つまり賭けに負ける方向)に陥ることが病気であり､ギャンブル的な制御機構を再びうまく回すことで、病気の予防･治療につながると考えた｡ そして、そのためには今までの決定論に基づいた創薬とは概念的にまったく異なるアプローチが必要になり､生命科学以外にも物理､化学､工学､物質科学､数学､コンピューターサイエンスといった異分野との融合により研究をおこなっている｡

## 信条
- “Stay Hungry. Stay Foolish”Steve Jobs  (Founder of Apple Computer)
- “To raise new questions, new possibilities, to regard old problems from a new angle, requires creative imagination and marks real advances in science” アルベルト・アインシュタイン
- “The true logic of the world is in the calculus of probabilities” ジェームズ・クラーク・マクスウェル

（この節の出典）

## 佐藤の言葉
- 「ブレークスルーは無からは生まれない、過去に基づく、過去を学べ」…現在の知識は、先人たちが色々な失敗や間違い､勘違い､新たな視点による思考の転換､ブレークスルー等を繰り返しながら出来上がって来ました｡一般的にブレークスルーは突然やってくると勘ちがいされがちですが､実際には無からは何も生まれません｡ 過去の歴史に基づいた何らかの土台があり､そこに運やその他の偶然が複雑に絡み合って初めてブレークスルーは起こります｡ 歴史的背景をしっかり学ぶことでこの運や偶然がおこりやすくなります｡
- 「的はずれの問題に取り組まない」…学校では問題は与えられ、それをいかに解くかということしか教わっていません｡ しかし､実社会での解くべき問題は自分で探さなければなりません｡ 的はずれの問題点に取り組んでしまうと､折角の努力も水の泡となってしまいます｡
- 「最も根本的な問題を見つけよ」…解くべき問題の多くは､大変複雑です｡ しかしその複雑な問題をきれいに整理し､問題の一番根本的な点を定義することにより解決の糸口は見つけやすくなります。
- 「コミュニケーション力を高める」
- 「勇気とチャレンジ」…何をするにも､今まで誰も踏み入れたことの無い領域に突き進んでいくことはとても大変で､並大抵の精神力や勇気ではやっていけません｡ しかし､どの分野･仕事でも誰も踏み入れたことの無い領域を自ら開拓して行く精神力､勇気はリーダーにとって必要不可欠の能力です｡
- 「国際的感覚を身につけよ」

（この節の出典）

## 略歴
- 1962年 山口県 生まれ
- 1981年 広島学院高校 卒業
- 1985年 筑波大学生物学類 卒業
- 1988年 米国 ジョージタウン大学神経生物学専攻 Ph.D.取得
- 1989年 米国 スクリプス研究所 ポスドク
- 1991年 米国 ロシュ分子生物学研究所 研究員
- 1995年 米国 ハーバード大学医学部 助教授
- 1997年 米国 テキサス大学サウスウエスタン医科大学 准教授、教授
- 2005年 米国 コーネル大学医学部 Joseph C. Hinsey Professor
- 2009年 奈良先端科学技術大学院大学 (NAIST) バイオサイエンス研究科 教授（2014年7月まで）
- 2009年 米国 コーネル大学 教授 兼任
- 2009年 豪州 センテナリー研究所 教授 兼任
- 2014年10月 独立行政法人科学技術振興機構 ERATO佐藤ライブ予測制御プロジェクト 研究総括 兼任（2019年3月まで）
- 2014年8月1日 株式会社国際電気通信基礎技術研究所 佐藤匠徳特別研究所 特別研究所長

（この節の出典）

## 主な著作
- 佐藤匠徳 - WEBRONZA＋科学・環境 - WEBマガジン - 朝日新聞社（Astand）